# Połonka (gmina)
Połonka – dawna gmina wiejska istniejąca do 1939 roku w woj. wołyńskim (obecnie na Ukrainie). Siedzibą gminy była Połonka.
W okresie międzywojennym gmina Połonka należała do powiatu łuckiego w woj. wołyńskim. 1 kwietnia 1929 do gminy Połonka włączono kolonię Wola Rykańska z gminy Jarosławicze w powiecie dubieńskim. Według stanu z dnia 4 stycznia 1936 roku gmina składała się z 33 gromad. 

Po wojnie obszar gminy Połonka wszedł w struktury administracyjne Związku Radzieckiego.